# Курсел су Моајанкур
Курсел су Моајанкур (фр. Courcelles-sous-Moyencourt) насеље је и општина у североисточној Француској у региону Пикардија, у департману Сома која припада префектури Амјен.
По подацима из 2011. године у општини је живело 128 становника, а густина насељености је износила 18,88 становника/km². Општина се простире на површини од 6,78 km². Налази се на средњој надморској висини од 130 метара (максималној 162 m, а минималној 97 m).
[Датотека:Panneau ville fleurie 2 fleurs.jpg|мини|Награда „Цветни град”]]

## Демографија
| 1962. | 1968. | 1975. | 1982. | 1990. | 1999. | 2011. |
| ----- | ----- | ----- | ----- | ----- | ----- | ----- |
| 115   | 118   | 103   | 119   | 133   | 141   | 128   |

График промене броја становника у току последњих година